# Manavu Kashimoto
Manavu Kashimoto (樫本 学ヴ?, Kashimoto Manavu; prefettura di Ehime, 12 agosto 1967) è un fumettista giapponese.

## Biografia
Kashimoto è il creatore di Edokko Boy Gatten Tasuke, Gakkyu-oh Yamazaki e Croket!, con quest'ultimo ha vinto nel 2003 il premio Shogakukan per i manga nella categoria kodomo.